# Joseph Fourier
Jean Baptiste Joseph Fourier (21. března 1768 Auxerre – 16. května 1830 Paříž) byl francouzský matematik a fyzik, který se nejvíce proslavil zkoumáním Fourierových řad, z nichž se posléze vyvinula Fourierova a harmonická analýza, a jejich aplikací na problém vedení tepla (Fourierův zákon). Rovněž Fourierova transformace byla nazvána na jeho počest. Je všeobecně považován za objevitele skleníkového efektu (1824). Fourier je jedním ze 72 významných mužů, jejichž jméno je zapsáno na Eiffelově věži v Paříži.

## Život
Narodil se v departementu Yonne v regionu Burgundsko-Franche-Comté v rodině krejčího. V devíti letech ztratil oba rodiče. Začal chodit do vojenské školy při benediktinském klášteře. Jelikož důstojnické hodnosti v armádních ženijních oddílech byly vyhrazeny jen pro mladíky s dobrým původem, Fourier nastoupil kariéru učitele matematiky v armádě. V roce 1789 přijel do Paříže, aby představil svou práci o číselném řešení rovnice libovolného stupně, ta se však během Velké francouzské revoluce ztratila. Fourier se opět vrátil do Auxerre a přednášel ve škole, kde dříve sám studoval. V roce 1795 přestoupil na pařížskou École normale supérieure, kterou založil Konvent, a jejímž úkolem byla příprava učitelů. Školu brzy zavřeli, Fourier však na sebe stačil upozornit takové velikány, jako byli Joseph-Louis Lagrange, Pierre-Simon de Laplace a Gaspard Monge. V letech 1795–1798 proto přednášel na nejvýznamnější francouzské vysoké škole technického zaměření École polytechnique.
Spolu s dalšími vědci se roku 1798 zúčastnil jako člen Komise pro vědu a umění Napoleonova tažení do Egypta. V Káhiře byl jmenován správcem Egyptského institutu, který Napoleon založil. Organizoval archeologické expedice a připravoval založení francouzské správy v Egyptě. Do Egyptského institutu rovněž přispěl několika matematickými dokumenty. V roce 1801 se Fourier vrátil spolu se zbytky francouzského expedičního sboru do Francie a chtěl opět pokračovat ve své profesuře na École Polytechnique. Napoleon jej však pro jeho organizační schopnosti jmenoval prefektem departementu Isère v Grenoblu. Během svého pobytu v Grenoblu prováděl Fourier pokusy se šířením tepla. Dne 21. prosince 1807 přednesl ve Francouzském institutu přednášku O šíření tepla v pevných látkách. Přispěl rovněž do monumentálního mnohosvazkového vědeckého díla Popis Egypta.
V roce 1810 založil v Grenoblu univerzitu a stal se jejím rektorem. Jeho sekretářem se stal Jacques-Joseph Champollion, jehož mladšího bratra Jeana-Françoise Fourier povzbudil, aby rozluštil egyptské hieroglyfy.‎
Roku 1816 se přestěhoval do Paříže a následujícího roku se stal členem Francouzské akademie věd, což jej zbavilo finančních starostí a mohl se plně věnovat výzkumu. V roce 1822 nahradil zemřelého Jean-Baptista Josepha Delambra na místě jejího stálého tajemníka. V témže roce publikoval svoji Analytickou teorii tepla
V roce 1823 se stal zahraničním členem britské Královské společnosti a roku 1826 členem Francouzské akademie a zahraničním členem Královské švédské akademie věd.
Jeho zdraví, oslabené nejprve pobytem v horkém Egyptě a následně ve vlhkém Grenoblu, se začalo roku 1830 prudce zhoršovat. Dne 4. května upadl, když sestupoval ze schodů, načež 16. května zemřel. Byl pohřben na pařížském hřbitově Père-Lachaise.
V roce 1849 byla ve jeho rodném Auxerre odhalena Fourierova bronzová socha, ale během 2. světové války byla roztavena pro vojenské účely. Je po něm pojmenována Univerzita Josepha Fouriera v Grenoblu.

## Analytická teorie tepla
Svoji práci o šíření tepla nazvanou Analytická teorie tepla zveřejnil roku 1822. Svá zdůvodnění v ní zakládá na Newtonově ochlazovacím zákonu, konkrétně, že tepelný tok mezi dvěma sousedními molekulami je úměrný extrémně nízkému rozdílu jejich teplot. Tato práce přinesla tři významné příspěvky. Jeden čistě matematický a dva v podstatě fyzikální. Fourier tvrdil, že jakékoli funkce, ať už spojité, nebo nespojité (diskrétní), lze rozšířit na řadu sinusoid násobků dané proměnné. Tento výsledek sice není bez dodatečných podmínek správný, ale poznatek, že některé nespojité funkce jsou součtem nekonečných řad, byl převratný. Otázka určení, kdy je funkce součtem svých Fourierových řad, byla dlouho základní. Joseph Louis Lagrange uvedl speciální případy této (nesprávné) hypotézy s dodatkem, že tento způsob je všeobecný, ale dál se záležitostí nezabýval. První, kdo podal uspokojivý důkaz s několika omezujícími podmínkami, byl až Johann Peter Gustav Lejeune Dirichlet. Prvním významným fyzikálním příspěvkem v této práci byla koncepce rozměrové stejnorodosti (homogenity) v rovnicích, to znamená, že rovnice může být formálně správná pouze v případě, že rozměry veličin jsou na obou stranách rovnice stejné. Fourier tak významně přispěl k rozměrové analýze. Druhým fyzikálním příspěvkem byl Fourierův návrh parciální diferenciální rovnice pro vedení tepla, tedy rovnici vedení tepla. Tuto rovnici se dnes učí každý student matematické fyziky. Analytická teorie tepla položila základy toho, co dnes známe jako Fourierovu transformaci.

## Odkaz
Fourier zanechal nedokončenou práci o určování a zjišťování reálných kořenů mnohočlenů, kterou redigoval a v roce 1831 vydal francouzský fyzik Claude-Louis Navier. Obsahuje množství originálního materiálu, především Fourierovu větu o polynomických reálných kořenech publikovanou roku 1820.  Joseph Louis Lagrange ukázal, jak lze oddělit kořeny algebraické rovnice jinou rovnicí, jejíž kořeny jsou druhými mocninami rozdílů kořenů původní rovnice. V letech 1807 a 1811 publikoval francouzský matematik François Budan de Boislaurent nezávisle svůj teorém známý rovněž pod Fourierovým jménem, který je velmi blízký Fourierovu teorému (oba teorémy jsou navzájem důsledkem jeden druhého). Fourierův důkaz je stejný, jaký býval v 19. století obvykle uváděn ve skriptech teorie rovnic. S konečným řešením problému přišel v roce 1829 Jacques Charles François Sturm.